# Ана Станић
Ана Станић (Ниш, 8. децембар 1975) српска је певачица и ауторка песама. По образовању је филмска и ТВ продуценткиња.
Године 1994. почела је да се бави певањем као чланица мушко-женског дуа Moby Dick, чија је друга половина био Срђан Чолић. Станићева је у оквиру ове групе снимила три студијска албума, а од 1998. године је започела соло каријеру.
Крајем 2008. године дипломирала је филмску и ТВ продукцију на Факултету драмских уметности у Београду, а у току студирања била је продуцент филма Апсолутних сто.
У јуну 2021. изабрана је за прву председницу групације МИМА (Музички извођачи и музички аутори), која делује у оквиру Удружења за креативну индустрију Привредне коморе Србије.

## Дискографија

### Студијски албуми
- Метар изнад асфалта (1998)
- Видим те кад (1999)
- Три (2002)
- У огледалу (2004)
- Судар (2008)
- Прича за памћење (2015)
- Квар на срцу (2024)

### издања
- Изгубљено пролеће (2019)
- Моја Нова година (2021)

### Компилације
- Ана Станић (1999)
- (2014)

## Учешћа на фестивалима
- 1995 — МЕСАМ, с песмом Зар није те стид (као чланица групе Moby Dick)
- 1998 — Пјесма Медитерана, с песмом Молила сам анђеле
- 2002 — III интернационални фестивал Муф+Вобан Зрењанин, с песмом Обична љубав
- 2022 — Песма за Евровизију ’22, с песмом Љубав без додира (освојено 9. место)[8]
- 2022 — Скале, с песмом Не зна она[9]
- 2023 — Београдско пролеће, с песмом Крила (специјална награда Накси радија и награда за најбољи аранжман)[10]
- 2023 — CMC фестивал, с песмом С оне стране љубави (дует са Борисом Новковићем)[11]

## Награде и номинације
| Година | Категорија     | Номиновано дело | Исход      | Изв.   |
| ------ | -------------- | --------------- | ---------- | ------ |
| 2020.  | Поп рок нумера | Холивуд         | Номинација | [ 12 ] |

- Награде Годум

| Година | Категорија            | Номиновано дело | Исход    | Изв.   |
| ------ | --------------------- | --------------- | -------- | ------ |
| 2021.  | Награда за поп музику | —               | Освојено | [ 13 ] |

- Накси звезда

| Година | Категорија               | Номиновано дело                             | Исход      | Изв.   |
| ------ | ------------------------ | ------------------------------------------- | ---------- | ------ |
| 2022.  | Најбољи музички пројекат | Моја Нова година                            | Освојено   | [ 14 ] |
| 2022.  | Певачица године          | —                                           | Номинација | [ 15 ] |
| 2023.  | Песма године             | Крила                                       | Номинација | [ 16 ] |
| 2023.  | Певачица године          | —                                           | Номинација | [ 16 ] |
| 2023.  | Музичка сарадња године   | Крила (са Махиром Сарихоџићем)              | Номинација | [ 16 ] |
| 2024.  | Музичка сарадња године   | С оне стране љубави (са Борисом Новковићем) | Номинација | [ 17 ] |

| Година | Категорија                                  | Номиновано дело | Исход      | Изв.   |
| ------ | ------------------------------------------- | --------------- | ---------- | ------ |
| 2021.  | Монтажа, специјални ефекти и постпродукција | Холивуд         | Номинација | [ 18 ] |
| 2022.  | Поп видео                                   | Љубави за обоје | Номинација | [ 19 ] |
| 2022.  | Камера                                      | Љубави за обоје | Номинација | [ 20 ] |